# Adentro (álbum de Francisca Valenzuela)
Adentro es el sexto álbum de la cantante chilena Francisca Valenzuela, lanzado el 18 de agosto de 2023. Producido por Francisco Victoria y la misma Valenzuela, se lanzó a través del sello discográfico Frantastic Records. Previamente a su lanzamiento, Valenzuela lanzó 2 canciones de manera anticipada «Dónde se llora cuando no se llora» y «Nada para ti». Del mismo modo, para su promoción se embarcó en la Gira adentro, que tendrá pasó por Norteamérica y Sudamérica.

## Antecedentes y composición
Durante la gira realizada por Valenzuela Adentro - Tour Américas 2023, la cantante comentó el anunció de un nuevo álbum, el cual llegó durante su paso por la gira en Estados Unidos. El álbum fue producido por Francisco Victoria y la misma Valenzuela, además de contar con coros de Juliana Gattas, Fer Casillas y Daniela Spalla. El álbum según Valenzuela es un breakup que relata una ruptura amorosa en forma de diario de vida. Según la cantante el disco es «orgánico y se centra en el piano».

## Promoción
El primer sencillo del disco «Dónde se llora cuando no se llora» se lanzó el 26 de mayo de 2023, como primer adelanto de su sexto disco, donde la cantante comentó que fue la respuesta a una ruptura amorosa. En junio de 2023, anunció la gira adentro con fechas para Estados Unidos, México y Chile. El segundo adelantó fue «Nada para ti», sencillo lanzado en colaboración con la cantante mexicana Ximena Sariñana publicado en julio del mismo año, y cuyo vídeo musical fue dirigido por la propia Valenzuela.

## Lista de canciones
Créditos adaptados de Apple Music.

| N.º | Título                               | Escritor(es)                              | Productor(es)                             | Duración |  |
| 1.  | «Adentro»                            | Francisca Valenzuela y Francisco Victoria | Francisca Valenzuela y Francisco Victoria | 3:18     |  |
| 2.  | «¿Dónde se llora cuando se llora?»   | Valenzuela y Victoria                     | Valenzuela y Victoria                     | 3:20     |  |
| 3.  | «Nada para ti» (con Ximena Sariñana) | Valenzuela y Victoria                     | Valenzuela y Victoria                     | 3:56     |  |
| 4.  | «Extraño»                            | Valenzuela                                | Valenzuela y Victoria                     | 3:49     |  |
| 5.  | «Ardiendo»                           | Valenzuela y Victoria                     | Valenzuela y Victoria                     | 3:15     |  |
| 6.  | «Continente»                         | Valenzuela                                | Valenzuela y Victoria                     | 3:09     |  |
| 7.  | «Jugando con fuego»                  | Valenzuela y Victoria                     | Valenzuela y Victoria                     | 3:18     |  |
| 8.  | «Juan»                               | Valenzuela y Victoria                     | Valenzuela y Victoria                     | 3:09     |  |
| 9.  | «Déjalo ir»                          | Valenzuela y Victoria                     | Valenzuela y Victoria                     | 3:34     |  |
| 10. | «Ámame un poquito más»               | Valenzuela y Victoria                     | Valenzuela y Victoria                     | 3:01     |  |
| 11. | «Lo nuestro nadie puede borrarlo»    | Valenzuela y Victoria                     | Valenzuela y Victoria                     | 3:07     |  |